# Erik van Raaij
Erik Martijn (Erik) van Raaij (1971) is een Nederlands bedrijfskundige en hoogleraar.

## Studies en werk
Van Raaij studeerde technische bedrijfskunde aan de Universiteit Twente en was werkzaam aan de Universiteit Twente (1994-2001), Cass Business School (City University London) (2001-2003), de Technische Universiteit Eindhoven (2003-2006) en Erasmus Universiteit Rotterdam (sinds 2006). Van Raaij werd in 2016 benoemd tot hoogleraar aan de Erasmus Universiteit Rotterdam, bij Rotterdam School of Management en Erasmus School of Health Policy & Management op de leerstoel "Purchasing and Supply Management in Healthcare". Per 1 januari 2024 bekleedt hij de leerstoel "Sustainable Procurement in Health Care" aan Erasmus School of Health Policy & Management en Rotterdam School of Management. Per februari 2025 is deze leerstoel ook verbonden aan de faculteit Industrieel Ontwerpen van de Technische Universiteit Delft als Medical Delta leerstoel.
Van Raaij's vakgebied is bedrijfskunde met specialisatie in inkoopmanagement in de zorg, waaronder zorginkoop en inkoop voor de zorg. Van Raaij publiceert internationaal en wordt ook internationaal geciteerd. Van Raaij is Senior Associate Editor van de Journal of Purchasing and Supply Management.

## Erkenning
- In 2011 kreeg Van Raaij de "Chris Voss Highly Commended Award" voor zijn paper Electronic purchasing tools and purchasing absorptive capacity as antecedents of purchasing category performance.[6]
- In 2019 ontving Van Raaij de award voor outstanding paper in de Journal of Purchasing and Supply Management voor het artikel Déjà lu: On the limits of data reuse across multiple publications.[7]